# Споттсвілл (Кентуккі)
Споттсвілл (англ. Spottsville) — переписна місцевість (CDP) в США, в окрузі Гендерсон штату Кентуккі. Населення — 274 особи (2020).

## Географія
Споттсвілл розташований за координатами 37°51′19″ пн. ш. 87°25′10″ зх. д. / 37.85528° пн. ш. 87.41944° зх. д. (37.855172, -87.419570).  За даними Бюро перепису населення США в 2010 році переписна місцевість мала площу 1,24 км², з яких 1,22 км² — суходіл та 0,02 км² — водойми.

## Демографія
Згідно з переписом 2010 року, у переписній місцевості мешкало 325 осіб у 120 домогосподарствах у складі 94 родин. Густота населення становила 262 особи/км².  Було 137 помешкань (110/км²).
Расовий склад населення:
| - 95,7 % — білих - 1,2 % — корінних американців - 0,9 % — чорних або афроамериканців - 1,2 % — осіб інших рас |

До двох чи більше рас належало 0,9 %. Частка іспаномовних становила 2,5 % від усіх жителів.
За віковим діапазоном населення розподілялося таким чином: 23,7 % — особи молодші 18 років, 64,9 % — особи у віці 18—64 років, 11,4 % — особи у віці 65 років та старші. Медіана віку мешканця становила 39,5 року. На 100 осіб жіночої статі у переписній місцевості припадало 104,4 чоловіків;  на 100 жінок у віці від 18 років та старших — 105,0 чоловіків також старших 18 років.
За межею бідності перебувало 39,4 % осіб, у тому числі 100,0 % дітей у віці до 18 років та 28,6 % осіб у віці 65 років та старших.
Цивільне працевлаштоване населення становило 120 осіб. Основні галузі зайнятості: освіта, охорона здоров'я та соціальна допомога — 40,8 %, виробництво — 25,0 %, оптова торгівля — 20,0 %.